# Guus Kuijer
Guus Kuijer, född 1 augusti 1942 i Amsterdam, är en nederländsk barnboksförfattare.
Guus Kuijer växte upp i ett strängt  katolskt-apostoliskt hem. Han utbildade sig i ett lärarseminarium i Doetinchem och arbetade sedan som grundskolelärare 1967-73. År 1968 började han skriva noveller för tidskriften Hollands Maandblad och hans första novellsamling kom ut 1971. År 1973 utkom hans första roman, Het dochtertje van de wasvrouw.
Två år senare publicerades hans första barnbok, Met de poppen gooien ("Kast med liten docka"), för vilket han 1976 fick det nederländska priset Gouden Griffel ("Gyllene pennan"). Boken var den första i en serie på fem om den nioåriga flickan Madelief ("prästkrage").
Guus Kuijer bor på landsbygden utanför Amsterdam. 

## Priser i urval
- 1976 – Gouden Griffel
- 2006 – Peter Pans silverstjärna
- 2012 – Litteraturpriset till Astrid Lindgrens minne (ALMA-priset).[2]

| ”                            | Med fördomsfri blick och intellektuell skärpa gestaltar Guus Kuijer både det moderna samhällets problematik och de stora livsfrågorna. I hans böcker är respekten för barnet lika självklar som avståndstagandet från intolerans och förtryck. Kuijer förenar djupt allvar och knivskarp realism med värme, underfundig humor och visionära fantasier. Hans enkla, klara och exakta stil inrymmer såväl filosofiskt djupsinne som fjäderlätt poesi. | „ |
| – ALMA-prisjuryns motivering | |   |

### Böcker för vuxna
- 1971 – Rose, met vrome wimpers
- 1973 – Het dochtertje van de wasvrouw
- 1975 – De man met de hamer
- 1980 – Wimpers, herziene druk van Rose, met vrome wimpers
- 1988 – Izabel van Tyrus
- 1989 – De redder van Afrika (om Jacobus Capitein)
- 1992 – Het vogeltje van Amsterdam
- 2011 – Draaikonten en haatblaffers (om Benito Arias Montano)

### Böcker för barn och ungdom
- 1975 – Een gat in de grens
- 1975-79 Sviten om Madelief (fem böcker)
  - 1975 – Met de poppen gooien (Kast med liten docka), Gouden Griffel 1976
  - 1976 – Grote mensen, daar kan je beter soep van koken (Dom stora kan man lika väl koka soppa på, 1978), Zilveren Griffel 1977
  - 1977 – Op je kop in de prullenbak
  - 1978 – Krassen in het tafelblad (Repor i en bordsskiva, 1984), Gouden Griffel 1979
  - 1979 – Een hoofd vol macaroni
- 1976 – Drie verschrikkelijke dagen
- 1977 – Pappa is een hond
- 1978 – Hoe Mieke Mom haar maffe moeder vindt
- 1979 – Ik woonde in een leunstoel
- 1980 – Het geminachte kind
- 1980 – De tranen knallen uit mijn kop
- 1983 – Crisis en kaalhoofdigheid
- 1983 – Het grote boek van Madelief
- 1983 – Eend voor eend, Zilveren Griffel 1984
- 1984 – De zwarte stenen (De svarta stenarna, 1991)
- 1985 – Het land van de neushoornvogel
- 1986 – De jonge prinsen
- 1987 – Tin Toeval en de kunst van het verdwalen, Zilveren Griffel 1988
- 1987 – Tin Toeval en het geheim van Tweebeens-eiland, Zilveren Griffel 1988
- 1989 – Tin Toeval en de kunst van Madelief
- 1990 – Olle
- 1993 – Tin Toeval in de onderwereld
- 1996 – De grote Tin Toeval
- 1996 – De verhalen van Jonathan
- 1999-2001 Sviten om Polleke (fem böcker)
  - 1999 – Voor altijd samen, amen (För alltid vi två - så det så, 2004), Gouden Griffel 2000, Deutsche Jugendlitteraturpreis 2002
  - 2000 – Het is fijn om er te zijn (Med mej är allt okej, 2005)
  - 2000 – Het geluk komt als de donder (Lyckan kommer som ett blixtnedslag, 2006)
  - 2001 – Met de wind mee naar zee (Vinden blåser vart den vill, 2007), Zilveren Griffel 2002
  - 2001 – Ik ben Polleke hoor! (Jag är Polleke ska du veta!, 2010), Woutertje Pietersprijs 2003
- 2003 – Polleke
- 2000 – Reukorgel
- 2004 – Het boek van alle dingen (Boken om allting, 2009), Gouden Griffel 2005, Gouden Uil (belgiskt litteraturpris) 2005
- 2006 – Hoe een klein rotgodje God vermoordde, E. du Perronprijs (nederländskt litteraturpris) 2007
- 2006 - Florian Knol
- 2007 – Het doden van een mens, E. du Perronprijs (nederländskt litteraturpris) 2007
- 2009 – Hoe word ik gelukkig?